# Thuidium dimorphum
Thuidium dimorphum là một loài rêu trong họ Thuidiaceae. Loài này được (Brid.) Kindb. mô tả khoa học đầu tiên năm 1885.